# Flaga Hanshagen
Flaga Hanshagen – flaga gminy Hanshagen. Zaprojektowana została przez mieszkańców gminy Ingrid i Michaela Cherubim i 29 listopada 1999 zatwierdzona przez Ministerstwo Spraw Wewnętrznych (Bundesministerium des Innern, für Bau und Heimat).

## Wygląd i symbolika
Prostokątny płat tkaniny o proporcji szerokości do długości 3:5 z dwoma poziomymi pasami. Od góry:
- niebieski pas o szerokości 1/2 długości płata
- żółty pas o szerokości 1/2

Pośrodku flagi umieszczony jest herb Hanshagen. Herb zajmuje 2/3 wysokości flagi, zarówno niebieskiego jak i żółtego pasa. 